# Actinotia elbursica
Actinotia elbursica är en fjärilsart som beskrevs av Charles Boursin 1968. Actinotia elbursica ingår i släktet Actinotia och familjen nattflyn. Inga underarter finns listade i Catalogue of Life.